# Valle Hermoso
Valle Hermoso là một đô thị thuộc bang Tamaulipas, México. Năm 2005, dân số của đô thị này là 62193 người.